# Ermita del Santo Cristo de la Piedad
La ermita del Santo Cristo de la Piedad (popularmente conocida como Aitta Piela), es un templo católico en el municipio de Lequeitio (Vizcaya, España).
Esta ermita se confunde en muchas publicaciones con el Humilladero de Atea de la misma localidad.

## Situación
En la Edad Media, esta ermita se encontraba fuera del recinto amurallado, a pocos metros del denominado Portal de Apalloa. Hoy en día está englobada dentro del casco urbano, en la calle denominada Piedade.

## Historia
En el año 1536, en este lugar existía un crucero con la imagen de un Cristo. El edificio actual se comenzó en 1671, con un presupuesto de 730 ducados que se encareció hasta 1222 ducados, lo que derivó en un pleito entre el cantero Martín Zuloaga y el Cabildo, que se alargó durante el primer cuarto del siglo XVIII. En cualquier caso, según el historiador Juan Ramón Iturriza la ermita ya existía en 1675.
Hasta el año 1822, en esta ermita se elegía a los guardianes de los viñedos y el Concejo señalaba los días de vendimia.

## Descripción
Si bien no se conoce quién diseñó la ermita, por el estilo se cree que pudo hacerlo Lucas Longa. Tiene pie rectangular y su parte delantera, abierta a través de un arco de medio punto, está hecha con piedra sillar precisamente cortada. Se remate con un frontón triangular truncado, y sobre él una pequeña espadaña. El resto de fachadas son de mampostería. Su elemento más notable es el trabajo de carpintería de su cobertura.